# Tia Tanaka
Tia Tanaka (sinh ngày 15 tháng 3 năm 1987) là nghệ danh của một nữ diễn viên phim khiêu dâm người Mỹ gốc Việt và một người mẫu ảnh người lớn. Cô có cha là người Việt và mẹ là người lai Việt-Pháp. Cô được sinh ra tại Indonesia, năm cô lên một, cha mẹ cô đến định cư tại Hoa Kỳ. Đầu tiên gia đình cô sống tại New York, sau đó thì chuyển đến Los Angeles. Khi học trung học, do sự cám dỗ của tiền bạc cộng với lời dụ dỗ của hai diễn viên khiêu dâm học cùng là Kitty Jung và Jasmine Mai nên cô đã tham gia vào ngành đóng phim khiêu dâm. Mặc dù có một gương mặt đáng yêu và cơ thể nhỏ nhắn, cô thường bị các đạo diễn bắt đóng chung với các nam diễn viên có dương vật lớn. Năm 2006, cô được nhận vào trường Đại học California, chuyên ngành tâm lý. Tháng 12 năm 2009, cô giải nghệ và từ đó không liên quan đến ngành phim khiêu dâm nữa. Cô cũng từng có các nghệ danh là Sasha Lei và Mulan Wang.

## Giải thưởng
- 2007 Adam Film World award – Diễn viên người Á triển vọng nhất[3]
- 2007 FAME Award finalist – Nữ diễn viên mới được yêu thích[4]